# قوقحة بروجسلي

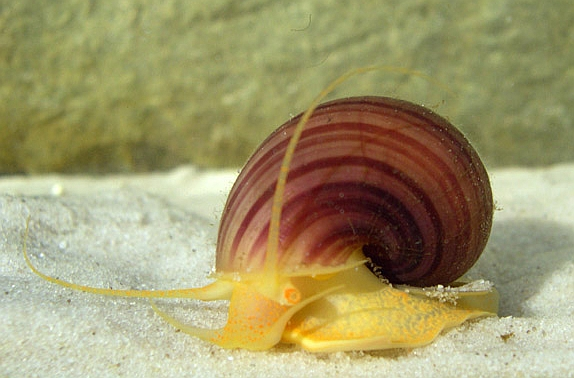

قوقحة بروجاسلي (باللاتينية: Pomacea bridgesii)، (بالإنجليزية: Spike-topped apple snail) هو حلزون مياه عذبة من فصيلة فتيخيات، يوجد الوان عديدة للقشرته مثل الأسود، الذهبي، والعاجي. اللون الذهبي من هذه الحلزونات يسمى (Golden Mystery Snail). تكون القشرة متكونة من وحدات صغيرة على شكل مربع ويمكن ملاحظتها عند الرؤية من الجوانب يصل حجمه إلى 5 سم في الأحواض .يكون الغذاء الأساسي له الطحالب، ويكون هذا الحلزون جيد في الأحواض المزروعة، ومن الممكن ان يأكل النباتات عندما لا يتوفر غذاء أخر. كما يمكن تغذيته على الطحالب، الخضار، القشور والاطعمة المجمدة والحية .